# Pàzardjik
Pàzardjik (búlgar: Пазарджик; turc: Tatar Pazarcik) és una ciutat a la riba del Maritsa, a Bulgària, capital de la província de Pàzardjik i del municipi de Pàzardjik. Al cens del 2011 consta amb una població de 71.979 habitants.

## Història
Pàzardjik fou fundada per tàtars de Bassaràbia després de la conquesta de Bòsnia pels otomans quan una ruta caravanera es va originar entre Sarajevo i Istanbul, via Pristina, Skopje, Kustendil, i Samokov. En un encreuament es va fundar Tatar Pazarcik (Tatar Pazardjik o Pazarcik vol dir "petit mercat Tàtar") el 1485 a la riba esquerra del Maritsa. L'establiment es va desenvolupar ràpidament. Al final del segle era un centre administratiu, capçalera d'un kaza, si bé la proximitat de Plòvdiv li impedia agafar més importància. Durant els segles següents va continuar engrandint-se i reforçant el seu comerç. Les cases eren boniques i els carrers estaven nets. Fou visitada per Kuripesič (1530), Scheper (1533), Vrančič (1567), Schweiger (1577), Gerlach (1578, que hi va comptar 30 cases de cristians). El caravanserrall es va construir el 1574 i la font ja existia aquest segle. Al segle xvii Evliya Çelebi la va visitar i diu que tenia 870 cases (més de 4000 habitants). Gerard Kornelius Drish hi va estar el 1718. La torre del rellotge es va fer el 1741. Al segle xviii va augmentar la població búlgara. En el període 1790-1815 apareix controlada per una família d'ayans que va acollir fastuosament diversos viatgers també després d'aquestos anys. El 1810 fou assetjada pels russos del comte Nikolay Kamensky que la van ocupar breument. El 1860 Zahariev diu que la població era de 25.000 habitants dels que un 57% eren búlgars i un 28,5% turcs. El 1878 la ciutat fou incendiada pels turcs en la seva retirada, i fou alliberada per l'escamot del general Joseph Vladimirovich Gourko el 2 de gener de 1878; la població turca va emigrar llavors quasi totalment. Formà part de la Rumèlia Oriental (1878-1885) i després del principat de Bulgària. El 1900 tenia 17.000 habitants (2.000 turcs i 1000 gitanos musulmans) i ja només quedaven quatre mesquites. El 1930 només quedaven unes 20 famílies turques. Avui dia només resten musulmans els gitanos (hohorane i kalajdzi), i alguns pomacs vinguts dels pobles veïns. Del 1959 al 1987 fou altre cop el centre administratiu de la regió; en la nova divisió administrativa de 1999 tornà a ser capital de província.

## Agermanaments
- West Bend (Wisconsin), EUA
- Stavropol, Rússia
- Chekhov, Rússia
- Moscou, Rússia
- Barysaw, Belarús

## Galeria

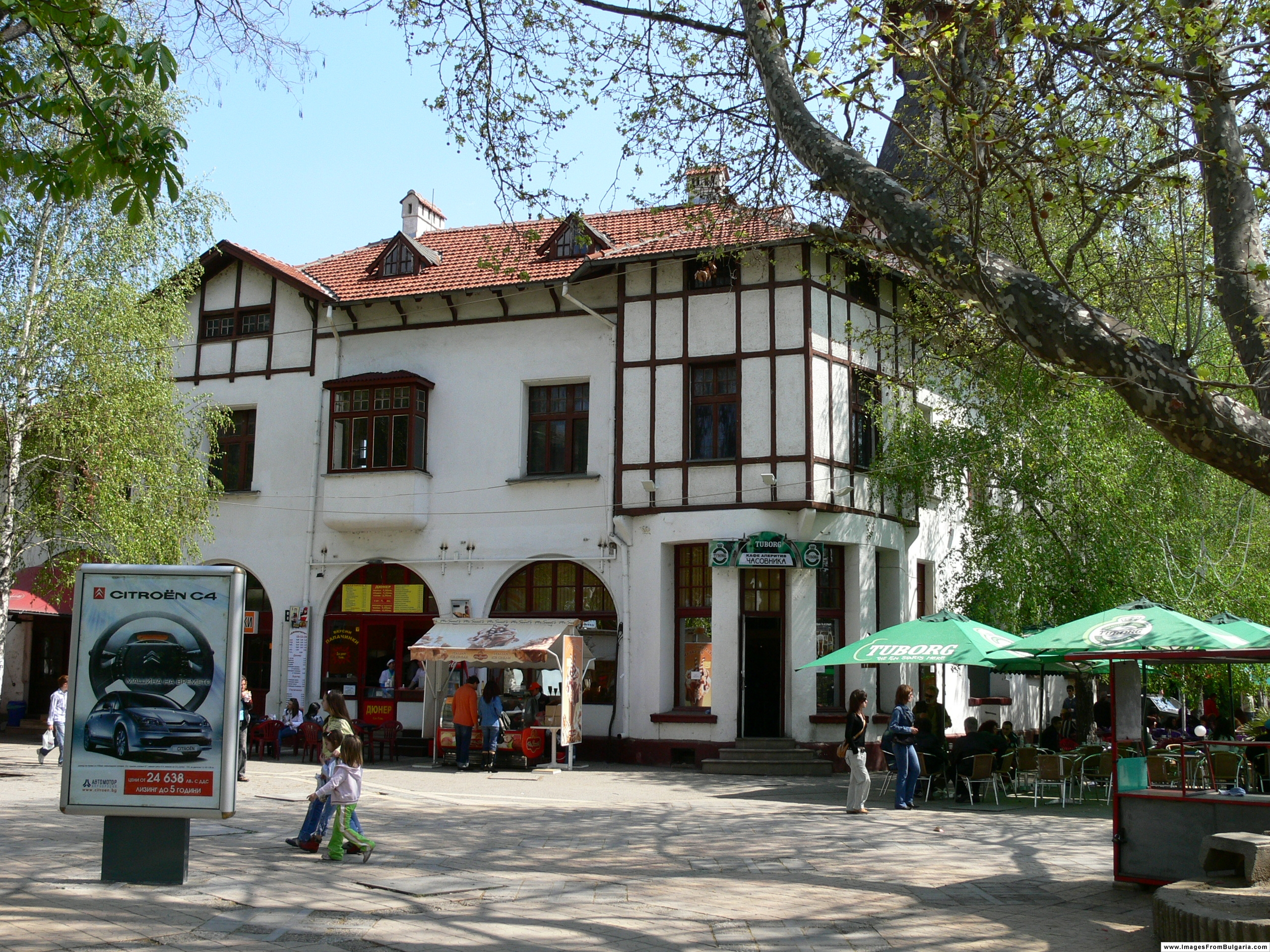
Edifici antic de Correus
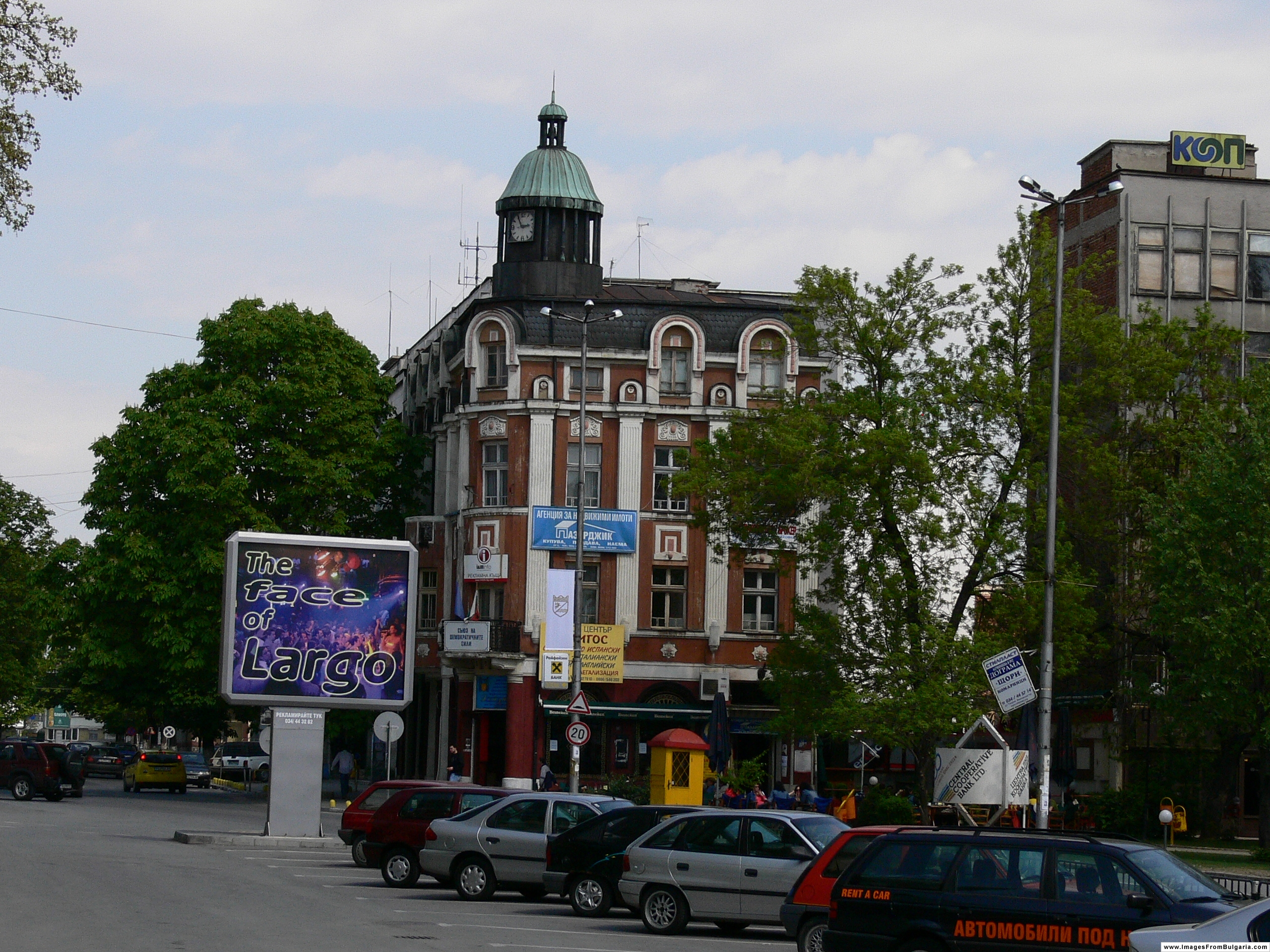
Carrer
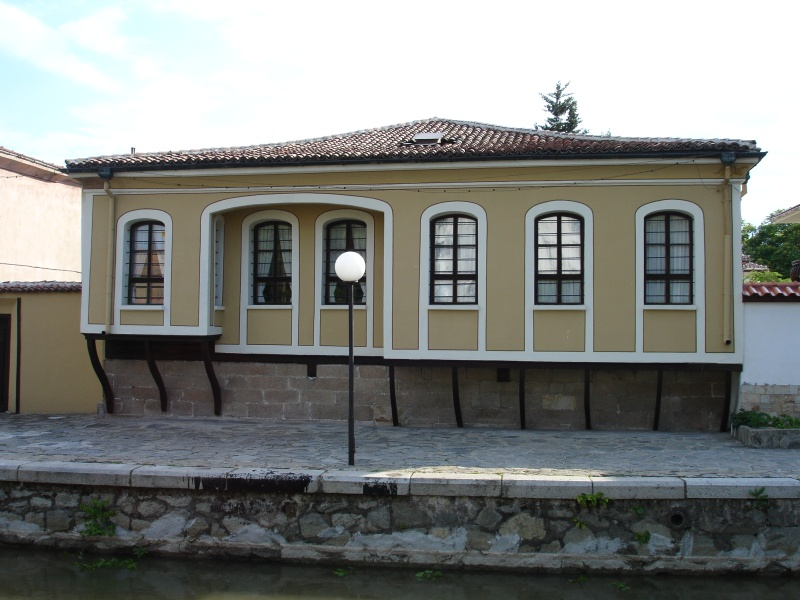
Casa de Stanislav Dospevski
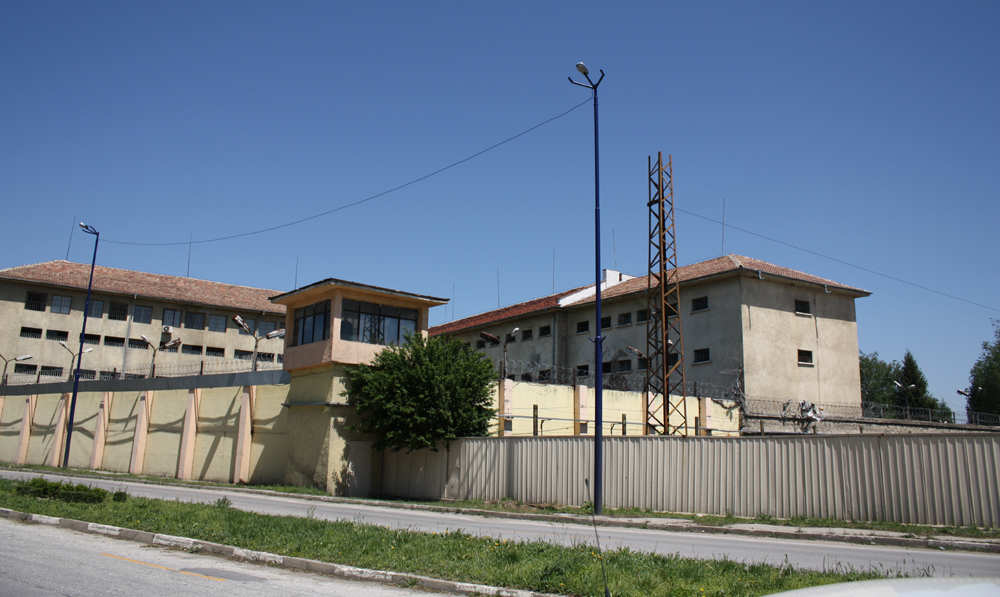
Presó de Pàzardjik
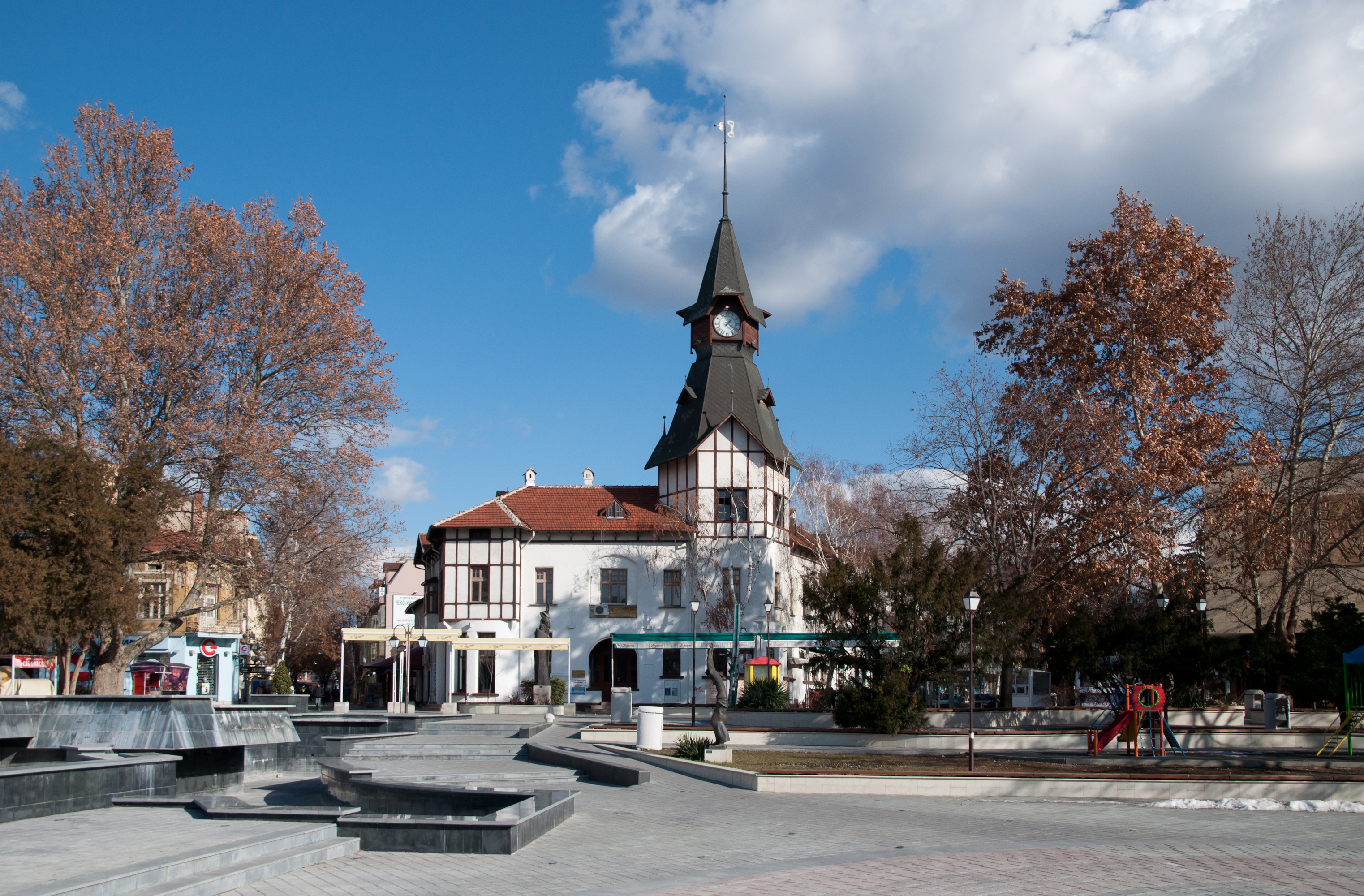
El campanar és un dels llocs emblemàtics de Pàzardjik
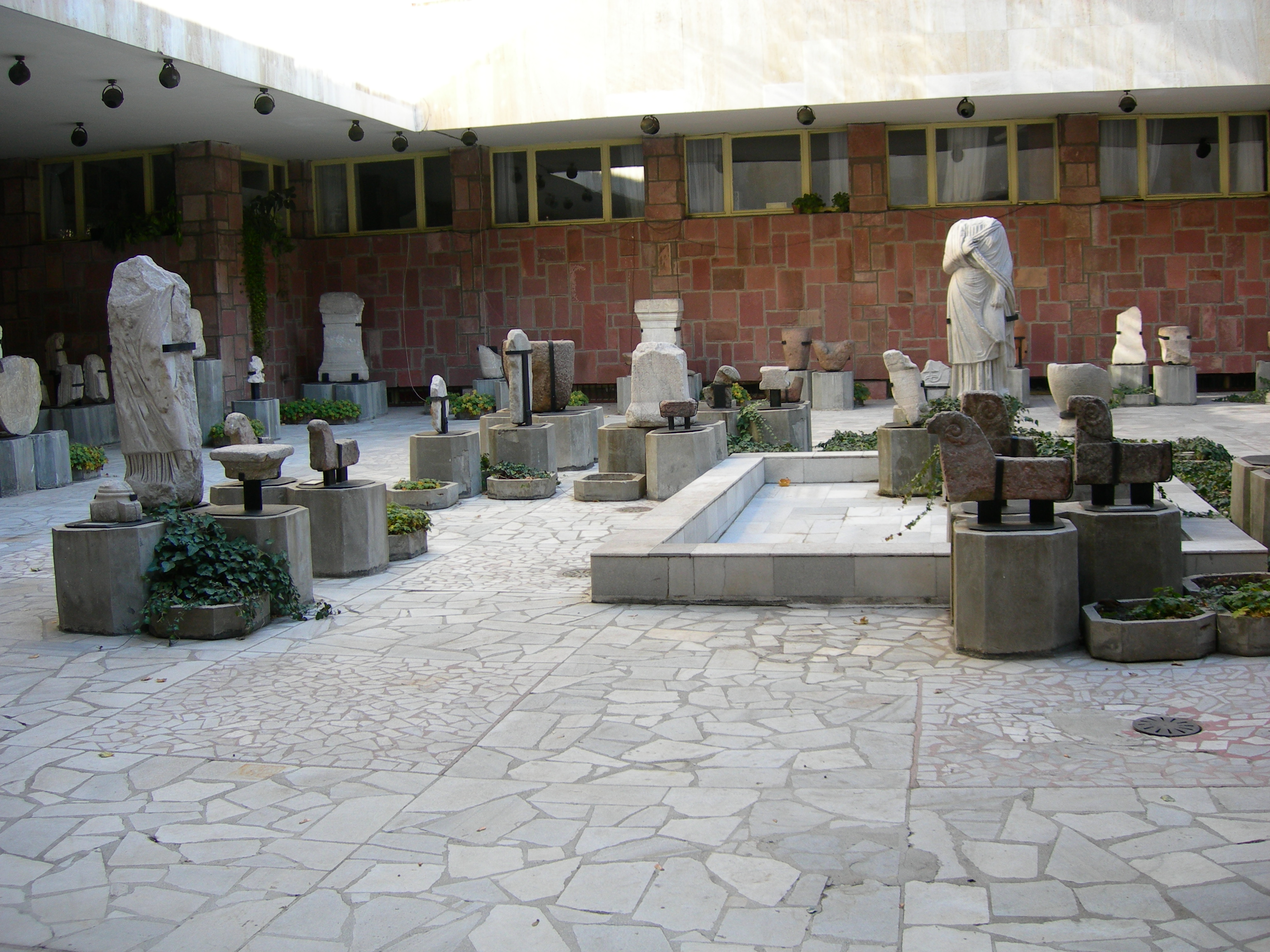
Pàzardjik, Museu d'Història.
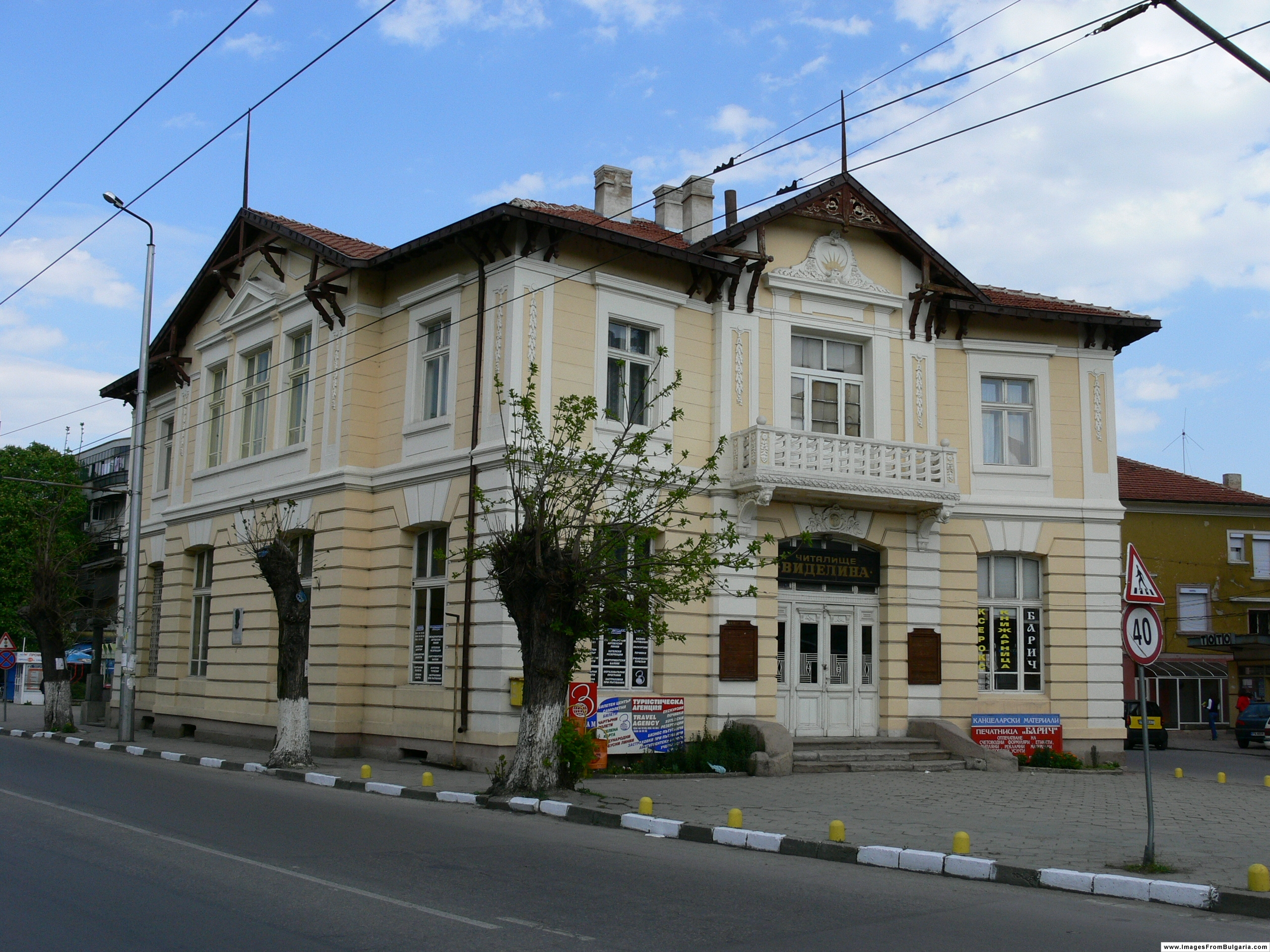
Videlina cultural centre (chitalishte).